# Джиминьяни, Джачинто
Джачинто Джиминьяни (итал. Giacinto Gimignani; 1606, Пистоя, Тоскана — 9 декабря 1681, Рим) — итальянский рисовальщик, живописец и гравёр в технике офорта. Работал в основном в Риме в эпоху барокко в направлении академического классицизма.

## Биография
Джачинто Джиминьяни родился в Пистое, где его отец, Алессио Джиминьяни (1567—1651), также был живописцем, учеником Якопо Лигоцци. Джиминьяни покровительствовал Гвидо Роспильози, кардинал-секретарь государственного управления и потомок выдающейся семьи Роспильози из Пистои.
К 1630 году отец организовал для сына поездку в Рим, где он начал обучение у Никола Пуссена, а к 1632 году он перешёл в мастерскую Пьетро да Кортоны. Итальянский теолог и историк искусства, аббат Луиджи Ланци подчёркивал, что Джиминьяни учился рисунку у первого, а цвету у второго.
Под руководством Пьетро да Кортоны Джачинто участвовал в росписях Палаццо Барберини, и далее работал в духе искусства академического классицизма, которое практиковали в Риме его французские коллеги, в особенности Никола Пуссен, а также Шарль Эррар, Жак Стелла и Пьер Миньяр. Поэтому он обращался как к античному искусству, так и к произведениям Рафаэля, болонцев Доменикино и Гвидо Рени, которые открыли путь живописи, основанной на композиционной ясности и «идеальной ценности образов».
В 1640 году художник женился на Чечилии Турки, дочери художника Алессандро Турки, от которой в 1643 году у него родился первый из восьми детей, Лодовико, продолживший дело отца. С 1688 по 1689 год Джачинто Младший был принцепсом Академии Святого Луки. В этот период Джачинто Джиминьяни, по-видимому, находился под влиянием живописи своего тестя, чей мягкий и утончённый классицизм высоко ценился коллекционерами.
В Риме его первой известной работой является фреска «Отдых на пути в Египет» (1632), люнет в капелле Палаццо Барберини. Он конкурировал с Андреа Камассеи и Карло Мараттой за заказы на фрески, включая фреску «Видение Креста Константином Великим» в деамбулатории баптистерия Сан-Джованни-ин-Латерано. Этот заказ свидетельствует о его значительной известности при папском дворе Урбана VIII. Он завершил эту работу под руководством Андреа Сакки.
После смерти понтифика в 1644 году, в тот год, когда его покровитель Джулио Роспильози также покинул Рим и отправился в Мадрид в качестве апостольского нунция, художнику пришлось сменить заказчиков, найдя их в семье Памфили и приняв участие в украшении дворца на Пьяцца Навона и виллы Бель-Респиро. В 1648 году он помогал Кортоне в украшении Палаццо Памфили в Риме. Он также создал много алтарных образов для провинции (для Кастелларо в 1644 году, для Прато Сезии между 1646 и 1652 годами, для Гроссето в 1648 году).
Среди других работ в Риме он писал фрески для церкви Сан-Сильвестро-аль-Квиринале и алтарную картину «Мученичество» для церкви Санта-Мария-делла-Пьета-ин-Кампосанто-дей-Тевтоничи. В Перудже для бенедиктинской церкви он написал картину «Святой Бенедикт, встречающийся с Тотилой, королём готов».
В 1650 году Джиминьяни стал членом Академии Святого Луки. Последние годы своей жизни он провел в Тоскане. В Пистое в Музее Клементе Роспильози находится ряд картин, в том числе «Встреча Венеры и Адониса» и «Братья показывают Иакову окровавленные одежды Иосифа».
В 1652 году художник переехал во Флоренцию, вероятно, из-за сокращения числа профессиональных возможностей в Риме. Во Флоренции он работал для двора Медичи и особенно для Роспильози, для которых в период с 1652 по 1654 год он написал двадцать пять картин, наиболее значимой из которых является картина «Похищение сабинянок», подписанная и датированная 1654 годом. Серия из двенадцати картин, принадлежавшая Маттиасу Медичи в 1659 году, была со временем утрачена.
Возвращение в Рим кардинала Роспильози в 1653 году и избрание папой в 1655 году Александра VII открыли новые возможности для Джиминьяни, который в 1661 году вернулся в город. В Риме он сразу же был привлечен Джанлоренцо Бернини к некоторым строительным работам: коллегиальной церкви Кастель Гандольфо, святилища Санта-Мария-ди-Галлоро, капеллы Фонсека в церкви Сан-Лоренцо-ин-Лучина и коллегиальной церкви в Аричче (Лацио). Однако со временем классицистический стиль его живописи становился всё менее популярным, на смену ему приходил темпераментный стиль барокко.
Последняя картина Джиминьяни, «Ужин в Эммаусе», была написана для трапезной церкви Сан-Карло-аи-Катинари в Риме, подписанная и датированная 1678 годом.
Художник умер в 1681 году, оставив сына Лодовико своим наследником. Похоронен с торжественными почестями в церкви Сант-Андреа-делле-Фратте, в первой капелле справа, где находилась семейная гробница, украшенная изображением Святого Михаила Архангела работы Лодовико и заказанная Джачинто в 1667 году, после смерти его жены Чечилии.

## Галерея

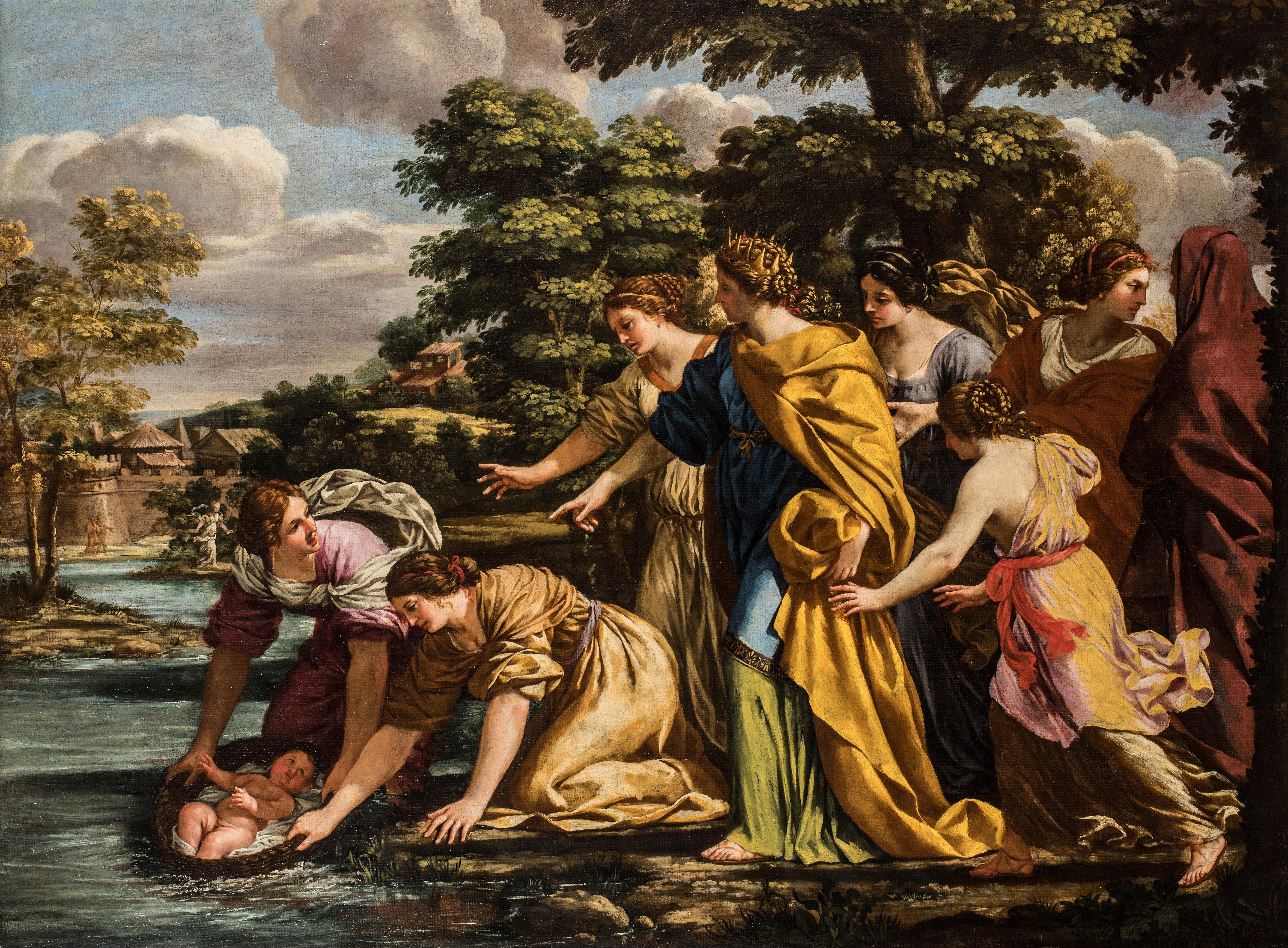
Нахождение Моисея. Между 1632 и 1634. Холст, масло
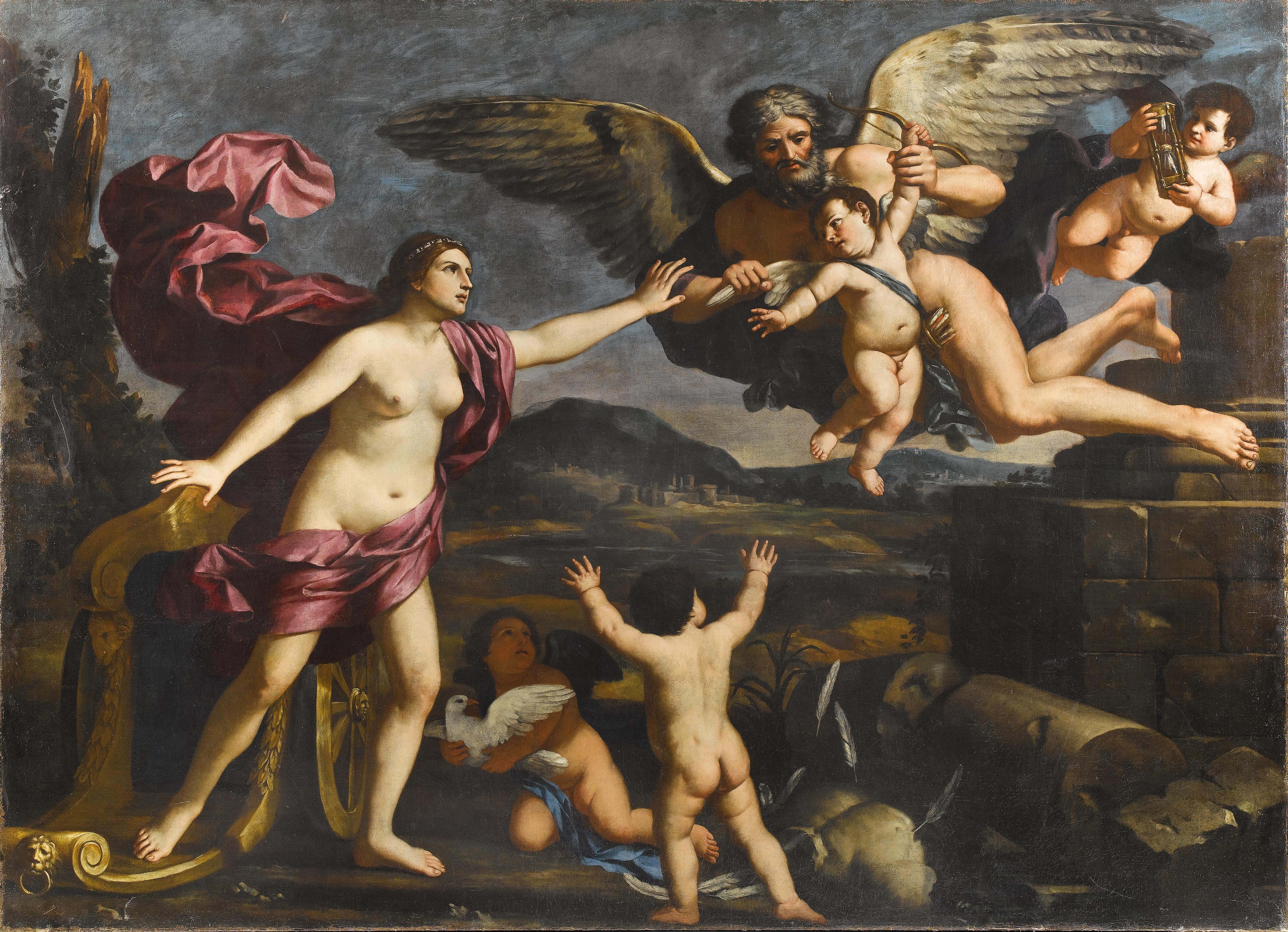
Венера, купидон и Хронос. Ок. 1681. Холст, масло. Частное собрание
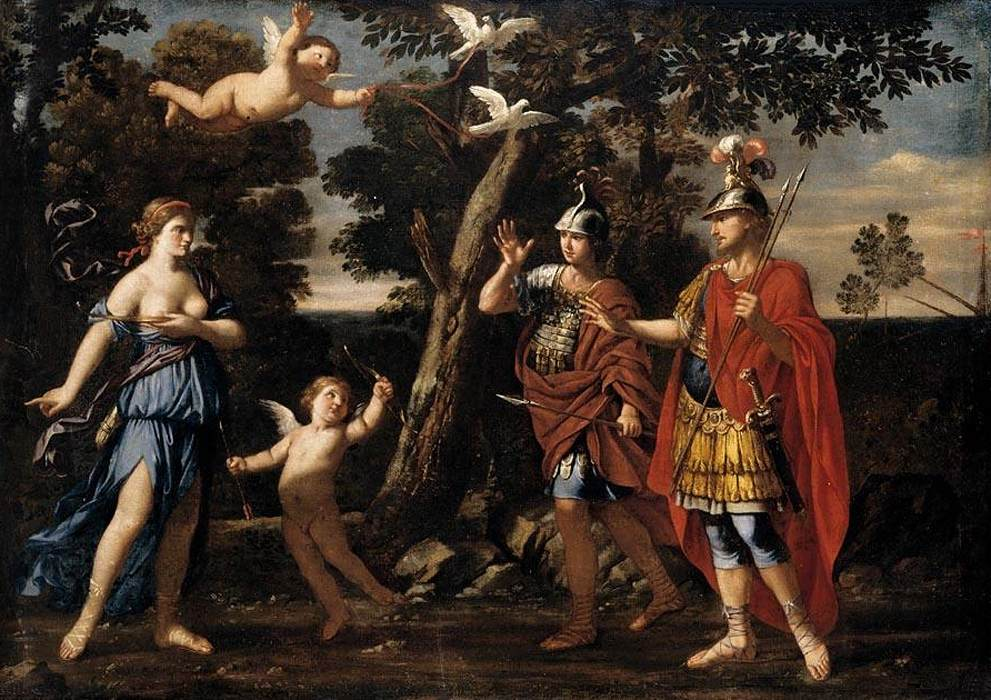
Венера является Энею и Ахату. Холст, масло. Частное собрание
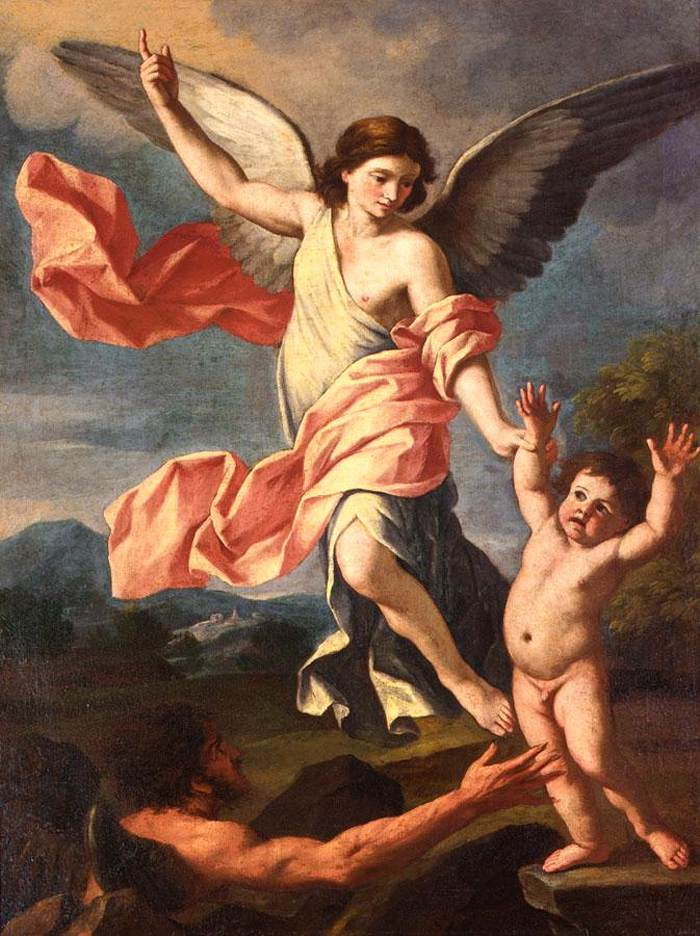
Ангел и Дьявол сражаются за душу ребенка. Холст, масло. Частное собрание
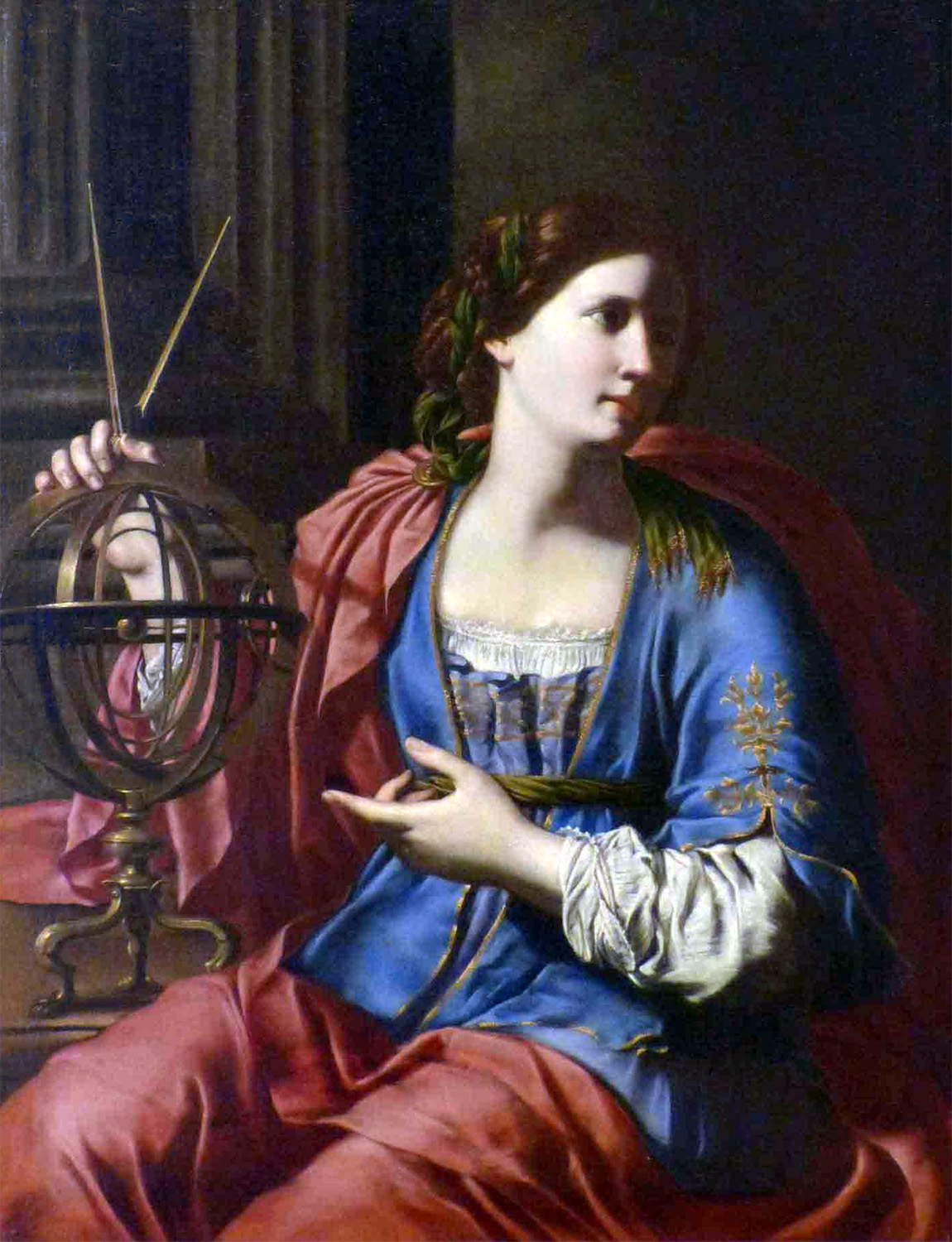
Урания. 1652. Холст, масло. Частное собрание
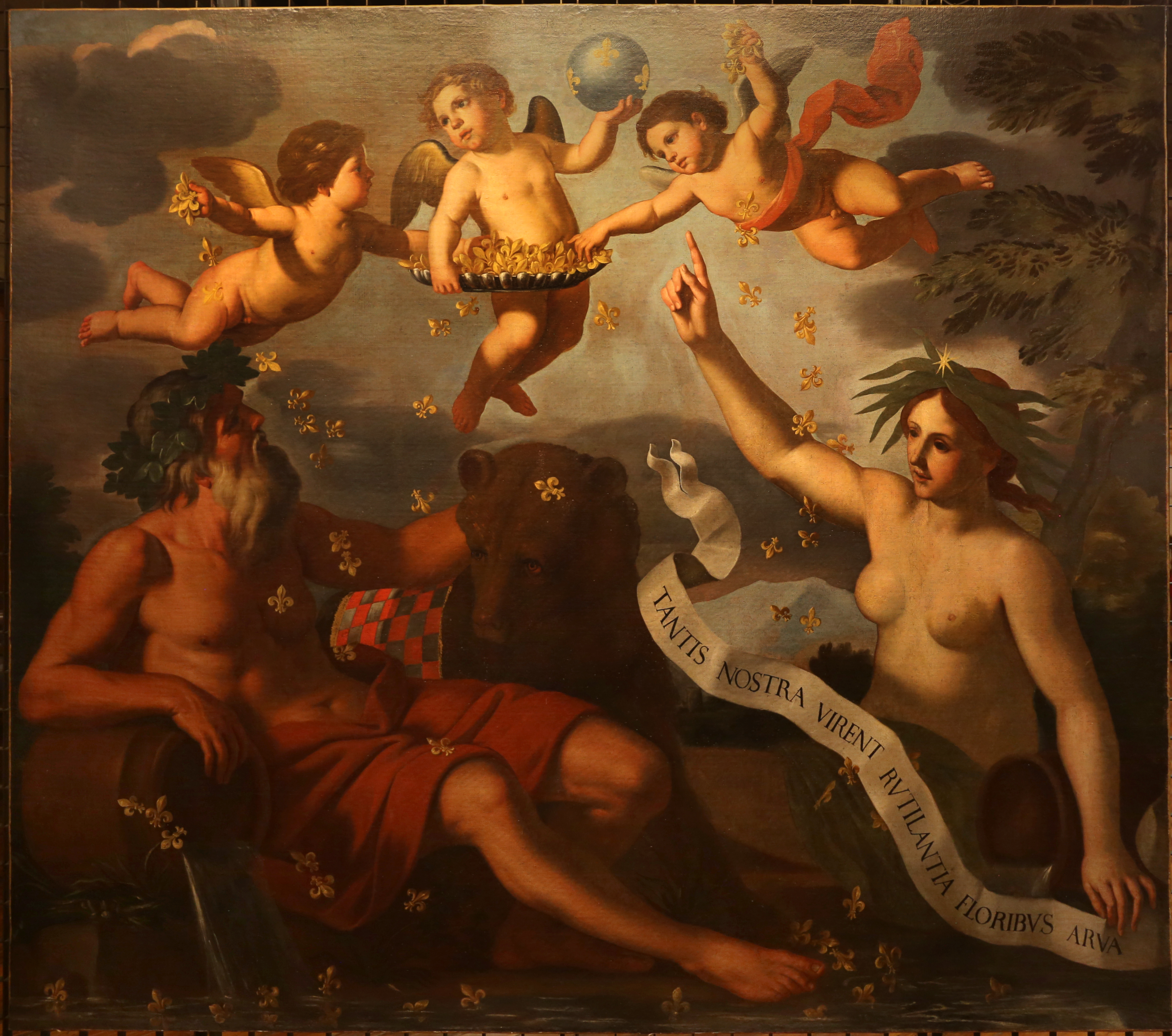
Аллегория господства медиков в Пистойе. Ок. 1667. Холст, масло. Вилла Роспильози ди Спиккио